# Сужанов, Данабек Жумагулович
Данабек Жумагулович Сужанов (род. 26 декабря 1984 года) — казахстанский боксёр-любитель. Мастер спорта Республики Казахстан международного класса, участник Олимпийских играх 2012 года, бронзовый призёр Азиатских игр (2010), трёхкратный чемпион Казахстана в любителях.

## Биография
Данабек Сужанов родился в Серебрянске, в Восточном Казахстане.
Боксом занимался с 2004 года. Тренировался в Усть-Каменогорске под руководством заслуженного тренера Казахстана по кикбоксингу Владимира Речицкого.
По окончании боксёрской карьеры работает руководителем боксёрского клуба Arena boxing club в Астане. 

## Карьера
Трёхкратный чемпион Казахстана 2009, 2010, 2011 гг. 
Бронзовый призёр Летних Азиатских игр 2010 года в Гуанчжоу, Китай.
Победитель Кубка Президента РК-2012 .
Участник Олимпиады 2012 года в Лондоне. В первом же бою обидно проиграл со счётом 10-14 чемпиону Азиады-2010 индийскому боксёру Сингху Вижендеру .